# Молодой Ахмед
«Молодой Ахмед» (фр. Le Jeune Ahmed) — бельгийско-французский драматический фильм 2019 года, поставленный режиссерами Люк и Жан-Пьером Дарденнами. Мировая премьера ленты состоялась 20 мая 2019 года на 72-м Каннском международном кинофестивале, где она участвовала в основной конкурсной программе в соревновании за Золотую пальмовую ветвь и получила Приз за лучшую режиссуру.

## Сюжет
13-летний бельгийский подросток арабского происхождения Ахмед планирует убийство своей учительницы согласно экстремистским интерпретациям Корана, которыми его снабжает приходской мулла. Ахмеду назначают наказание в виде трудотерапии на окрестной валлонской ферме. Дочь фермера представляет для Ахмеда возможность оторваться от религиозных проблем, влиться в местное общество и приобщиться к жизни местной молодёжи, но конфликт культур, одна из которых предполагает консерватизм в поведении девушек, а другая, напротив, допускает много свободы, трудно преодолеть даже совместной работой на ферме. После падения Ахмеда с высоты на лужайку у дома фильм завершается открытой концовкой.

## В ролях
- Идир ибн Адди — Ахмед
- Оливье Бонно — специалист по адресной работе
- Мирьем Ахедью — Инес
- Виктория Блукк — Луиз
- Клер Бодсон — мать
- Отман Муман — мулла Юсуф

## Производство
Съёмки начались 24 июля 2018 года в провинции Льежа, в частности, в городках Серене и Нёпре. В течение трёх недель съёмки велись на ферме Круа-де-Мер в Борлезе.